# 第四次中東戦争における戦闘序列
第四次中東戦争における戦闘序列（だいよじちゅうとうせんそうにおけるせんとうじょれつ）では、第四次中東戦争でのイスラエル・エジプト・シリア・その他の軍の指導者、部隊編制を記載する。
なお戦争中両軍（特にイスラエル軍）で各部隊の配属はたびたび変わったため、この表が完全な配属を表したとはいえない点に注意。

## イスラエル
首相 - ゴルダ・メイヤー
国防相 - モシェ・ダヤン
参謀総長 - ダビッド・エラザール中将
参謀次長 - イスラエル・タル少将
作戦部長 - アブラハム・タミール少将
参謀本部諜報局（アマーン）部長 - エリ・ゼイラ少将
諜報特務庁（モサド）長官 - ツビ・ザミール
空軍司令官 - ベンヤミン（ベニー）・ペレト少将
海軍司令官 - ベンヤミン・テレム少将

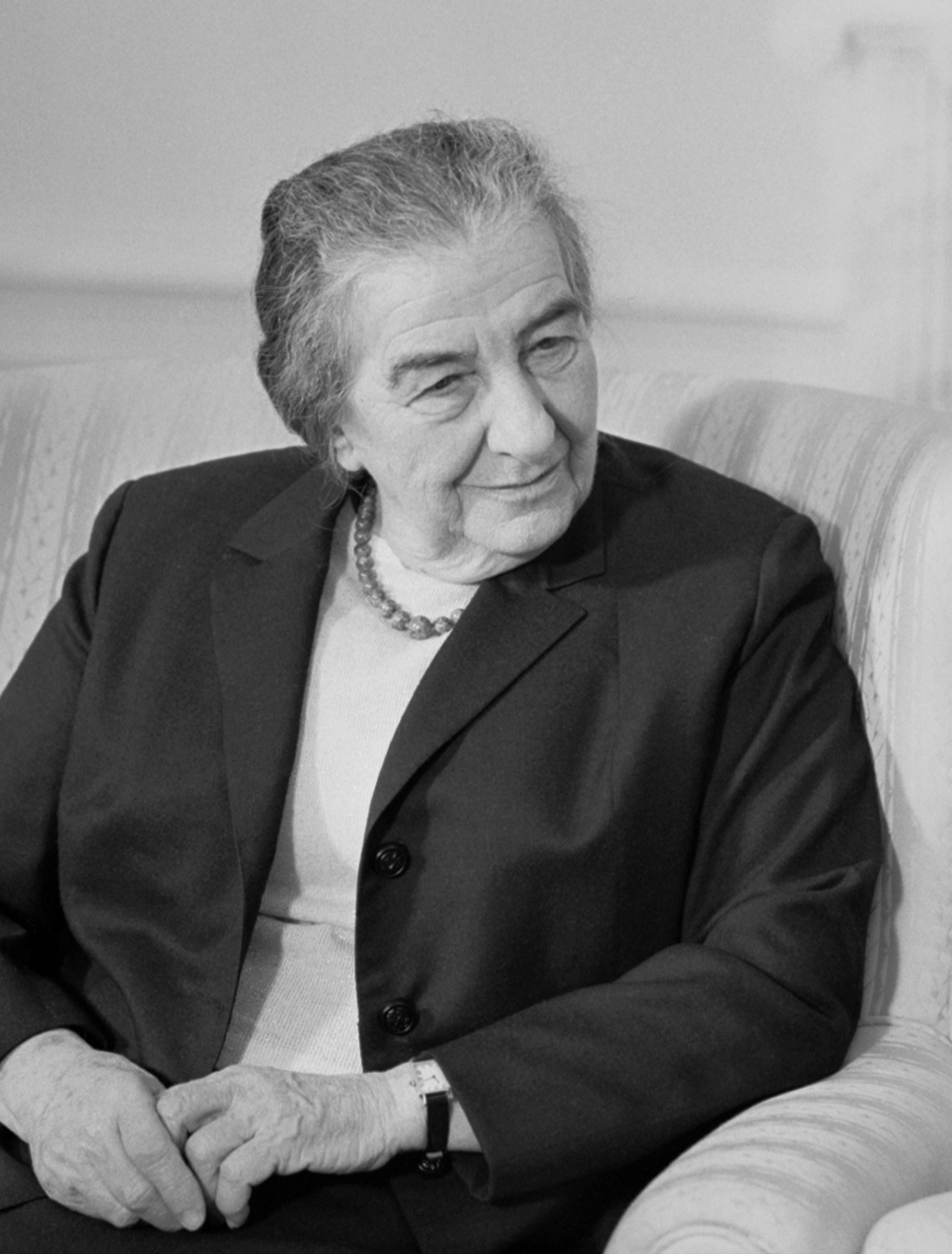
ゴルダ・メイヤーイスラエル首相
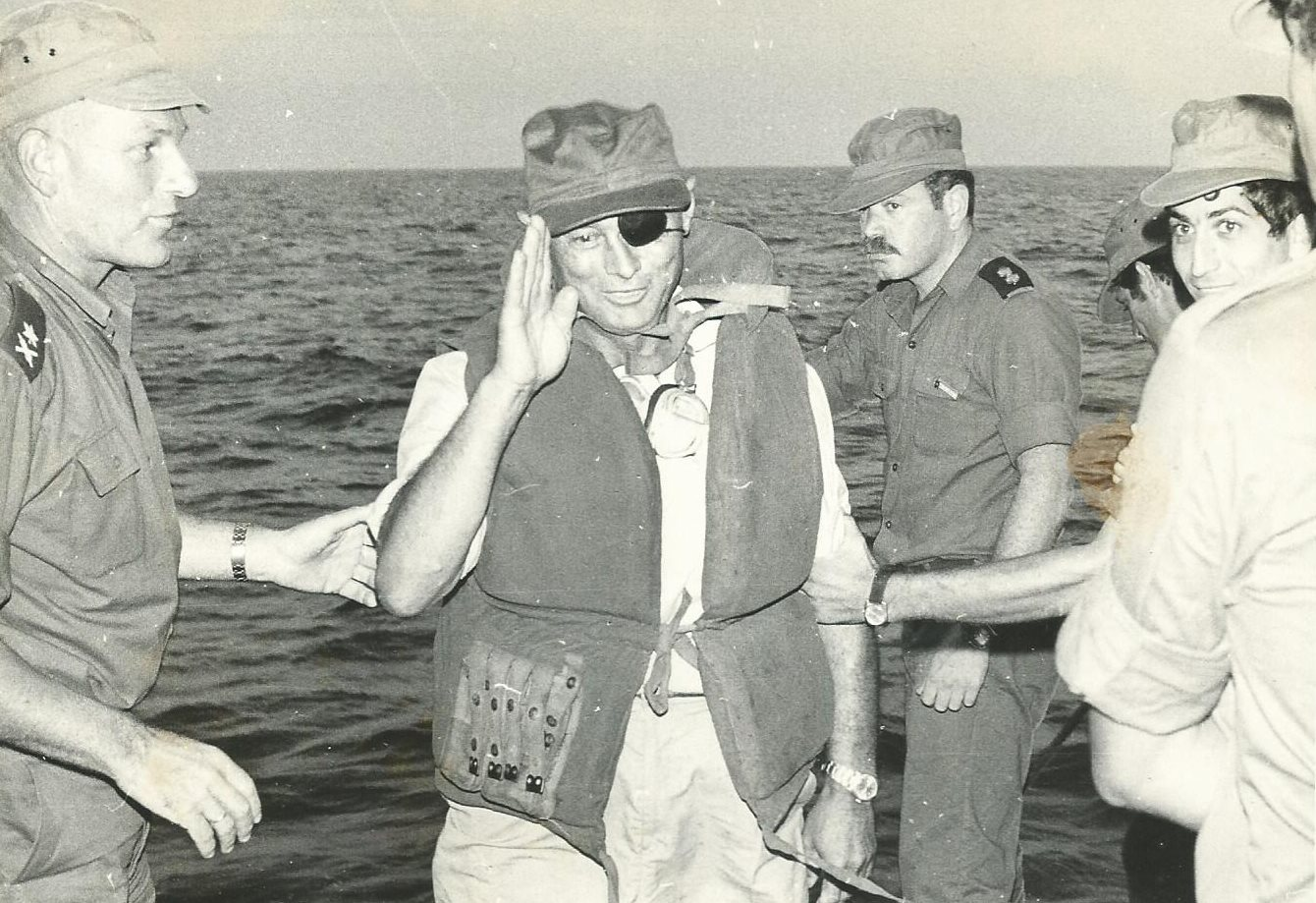
モシェ・ダヤン国防相と海軍司令官ベンヤミン・テレム少将（左端の人物）
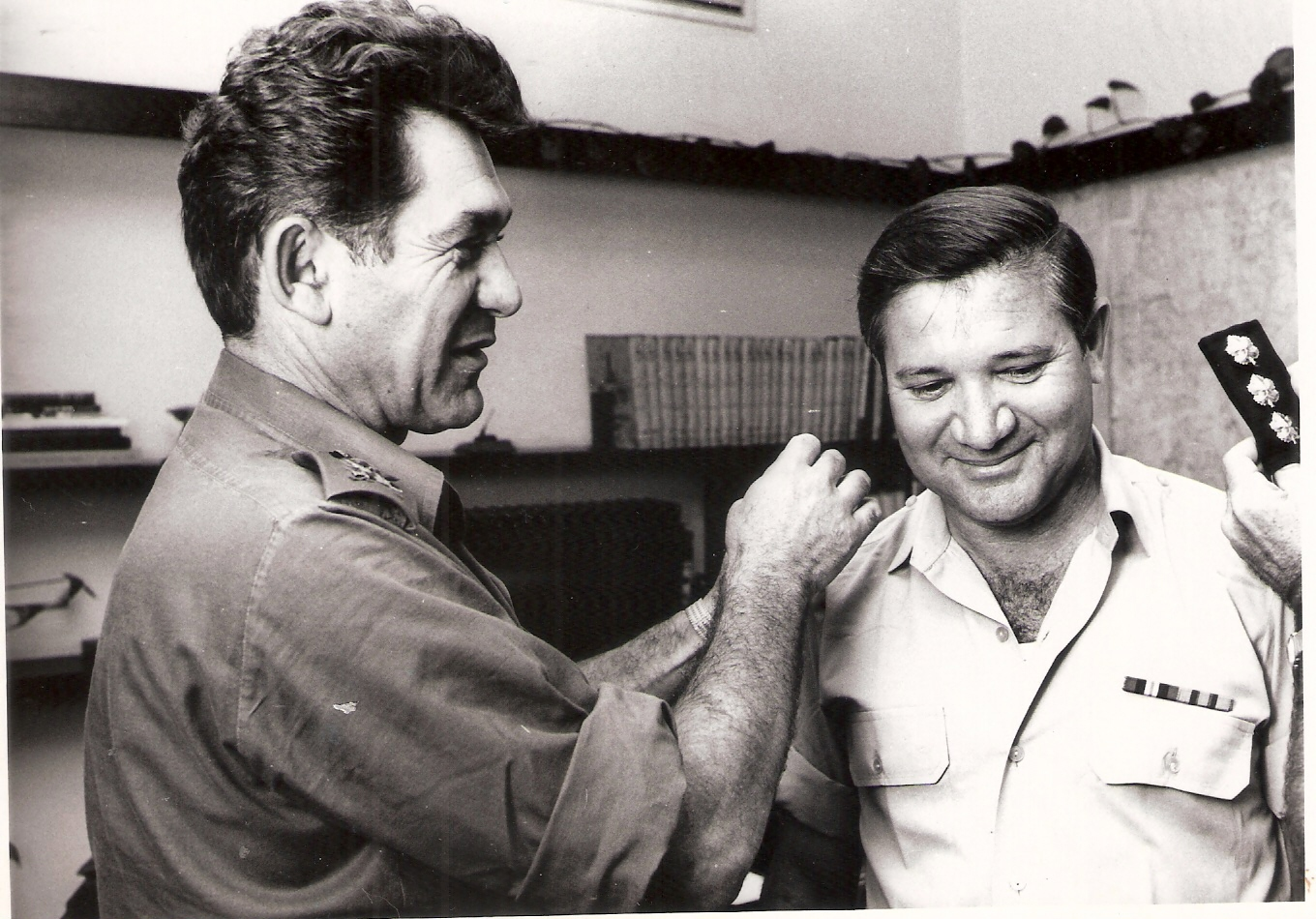
参謀総長ダビット・エラザール中将（左）と海軍副司令官モシェ・タバク（ヘブライ語版）大佐
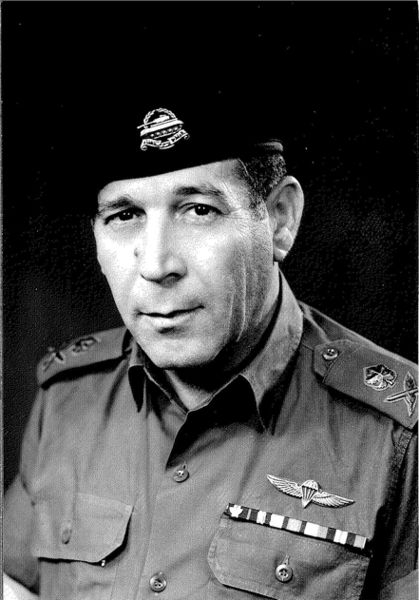
参謀次長イスラエル・タル少将

### 北部軍
北部軍 (פיקוד צפון/Pikud Tzafon)
イツハク・ホフィ少将

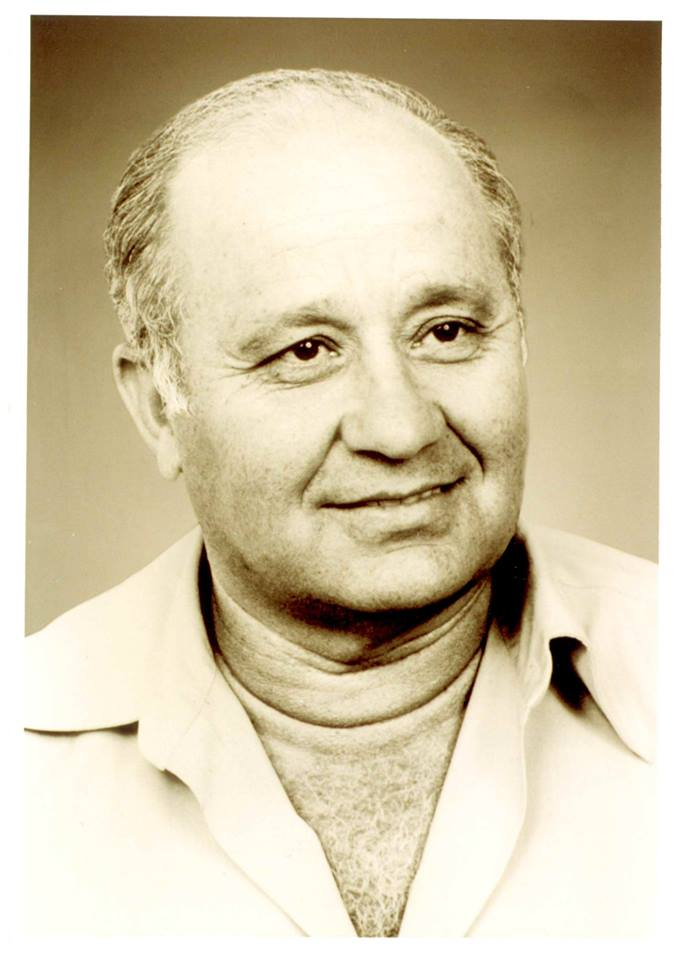
北部方面軍司令官イツハク・ホフィ少将（1982年撮影）

#### 第36師団
- 第36師団 (אוגדה 36/Ugda 36) - ラファエル・エイタン少将

副師団長 - メナヘム・アビレム准将
第7機甲旅団 (חטיבה 7/Hativa 7) - アヴィグドール・ベン＝ガル大佐（センチュリオン「ショット・カル」装備） 
第71戦車大隊 - メナヘム・ラッテス中佐
第74戦車大隊 - ヤイル・ナフシ中佐
第77戦車大隊 - アヴィグドール・カハラニ中佐
第75機械化歩兵大隊 - ヨス・エルダール中佐
第188機甲旅団「バラク」 ("חטיבה 188 "ברק/Hativa 188 "Barak") - イツハク・ベンショハム大佐（センチュリオン「ショット・カル」装備）
第53戦車大隊 - オデット・エレツ中佐
第82戦車大隊 - ハイム・バラク中佐
第39戦車大隊 - アモス・カッツ中佐
第1歩兵旅団「ゴラニ」 ("חטיבה 1 "גולני/Hativa 1 "Golani") - アミール・ドロリ大佐
第12歩兵大隊 - ヤーコブ・シャハール中佐
第13歩兵大隊 - ゼエブ・アンガー＝オレン中佐
第51歩兵大隊 - イェフダ・ペレト中佐
第317空挺旅団  (317 חטיבה/Hativa 317) - ハイム・ナーデル大佐
第212砲兵旅団 - バルーク・バクーニン大佐
砲兵大隊（M50・155mm自走砲装備）
砲兵大隊（M50・155mm自走砲装備）
第405砲兵大隊（M109・155mm自走砲装備）
迫撃砲大隊（120mm自走迫撃砲装備）

#### 第210師団
- 第210師団（英語版） (אוגדה 210/Ugda 210) - ダン・ラーナー（ヘブライ語版）少将[注 8]

副師団長 - モシェ・バー・コヒバ准将
第4予備役機甲旅団 (4 חטיבה/Hativa 4) - ヤーコブ・ハダール大佐
第42機械化歩兵大隊 - ガディ・ギル中佐
第127機械化歩兵大隊 - モルデハイ・エイラット中佐
第95戦車大隊（M50/M51「スーパーシャーマン」装備） - ヤーコヴ・ニューフィールド中佐
第39戦車大隊（第188機甲旅団から配属） - ヨアブ・サフィ中佐
第61戦車大隊（第205予備役機甲旅団から配属） - モシェ・メラー中佐
第179予備役機甲旅団 (179 חטיבה/Hativa 179) - ラン・サリグ大佐（センチュリオン「ショット・カル」装備） 
第96戦車大隊 - イスラエル・レヴィン中佐
第266戦車大隊 - ウージ・モル中佐
第278戦車大隊 - アミール・ヨッフェ中佐（第198戦車大隊長とは別人）
第679予備役機甲旅団 (679 חטיבה/Hativa 679) - ウリ・オル大佐（ガソリンエンジン型センチュリオン「ショット・ミーティア」装備）
第57戦車大隊 - モシェ・ハレル中佐
第93戦車大隊 - ラン・ゴットフリード中佐
第289戦車大隊 - ラファエル・シャプール中佐
（第205予備役機甲旅団）
第282砲兵旅団 - モシェ・レビ大佐
師団偵察大隊

#### 第146師団
- 第146師団（ヘブライ語版） (אוגדה 146/Ugda 146) - モシェ・ペレド（ヘブライ語版）准将[注 12]

副師団長 - アリエ・シェイカー准将
第9予備役機甲旅団 (9 חטיבה/Hativa 9) - モルデハイ・ベンポラット大佐
第377戦車大隊（M50/M51「スーパーシャーマン」装備） - ベン＝シオン・パタン中佐
第11機械化歩兵大隊 - ドブ・アルフンボイム中佐
第91機械化歩兵大隊 - モシエ・エゴズ中佐
第670予備役機械化歩兵旅団 (670 חטיבה/Hativa 670) - ギデオン・ゴードン大佐
第268戦車大隊（M50/M51「スーパーシャーマン」装備）
第58機械化歩兵大隊
第83機械化歩兵大隊
第205予備役機甲旅団 (205 חטיבה/Hativa 205) - ヨッシ・ペレト大佐（ガソリンエンジン型センチュリオン「ショット・ミーティア」装備）
（第61戦車大隊）
第94戦車大隊 - ガイ・ラコブゾン中佐
第125戦車大隊 - ツビア・トレン中佐
第288偵察大隊 - ツビカ・ダッハブ中佐
第213砲兵旅団 - ダニー・アビダール大佐
師団偵察大隊

### 南部軍
南部軍 (פיקוד הדרום/Pikud Darom)
シュムエル（シュムリク）・ゴネン少将
副司令官 - ウーリ・ベン＝アリ大佐
参謀長 - サソン・イツハキ准将

#### 第252師団
- 第252師団「シナイ」 ("אוגדה 252 "סינ/Ugda 252 "Sinai") - アブラハム（アルバート）・マンドラー（英語版）少将[注 17]

第14機甲旅団 (14 חטיבה/Hativa 14) - アムノン・レシェフ大佐（M48『マガフ3』装備）
第52戦車大隊 - エマニエル・サケル中佐
第184戦車大隊 - シャウル・シャヒム中佐
（第9戦車大隊）
第401機甲旅団 (401 חטיבה/Hativa 401) - ダン・ショムロン大佐（M48『マガフ3』装備）
第46戦車大隊 - ダビット・ショーバル中佐
（第52戦車大隊）
第195戦車大隊 - ウジ・レブツール中佐
第460機甲旅団 (460 חטיבה/Hativa 460) - ガブリエル（ガビ）・アミール大佐（M48『マガフ3』、M60『マガフ6A』、センチュリオン『ショット・カル』装備）
第196戦車大隊 - ヤーコブ・ラピドット中佐
第198戦車大隊 - アミール・ヨッフェ中佐
第100戦車大隊 - エフード・バラク中佐（10月13日から）
第164機甲旅団 (164 חטיבה/Hativa 164) - アブラハム・バロム大佐
第104戦車大隊 - アムノン・エシュコル中佐
第106戦車大隊 - モシェ・ガル中佐
第183戦車大隊 - ハガイ・コーヘン中佐

#### 第143師団

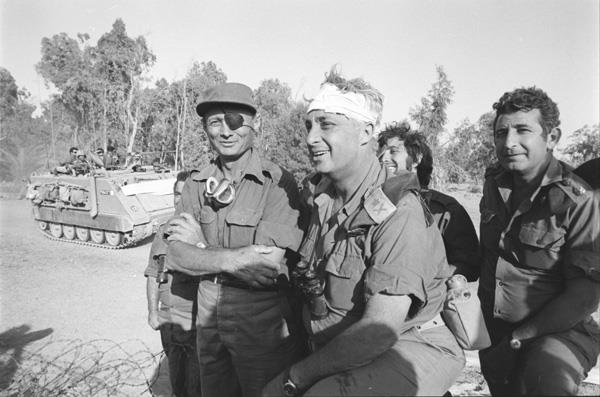
第143予備役機甲師団長シャロン少将とダヤン。

- 第143師団（ヘブライ語版） (אוגדה 143/Ugda 143) - アリエル（アリク）・シャロン少将[注 8]

副師団長 - ヤーコブ（ジャッキー）・エベン准将
（第14機甲旅団）
第247予備役空挺旅団 (247 חטיבה/Hativa 247) - ダニー・マット大佐
第416空挺大隊 - ツビ（ツビカ）・ヌル（ノイバール）中佐
第564空挺大隊 - ヨッシ・ヨッフェ中佐
第565空挺大隊 - ダン・ツィヴ中佐
第421予備役機甲旅団 (421 חטיבה/Hativa 421) - ハイム・エレツ大佐（M48『マガフ3』装備）
第599戦車大隊 - アミ・モラグ少佐
第257戦車大隊 - シモン・ベン＝ショシャン中佐
第264戦車大隊 - ギオラ・レブ少佐
第600予備役機甲旅団 (600 חטיבה/Hativa 600) - ツビア・ラビブ大佐（M60『マガフ6A』装備）
第407戦車大隊 - オデット・マオツ中佐
第409戦車大隊 - ウジ・ベン＝イツハク中佐
第410戦車大隊 - アムノン・マートン中佐
第214砲兵旅団 - ヤーコブ・バクーニン大佐
砲兵大隊（M50・155mm自走砲装備）
砲兵大隊（M50・155mm自走砲装備）
第899砲兵大隊（M109・155mm自走砲装備）
迫撃砲大隊（120mm自走迫撃砲装備）
第875機械化歩兵旅団 (875 חטיבה/Hativa 875) - アリエル・ビロ大佐

#### 第162師団

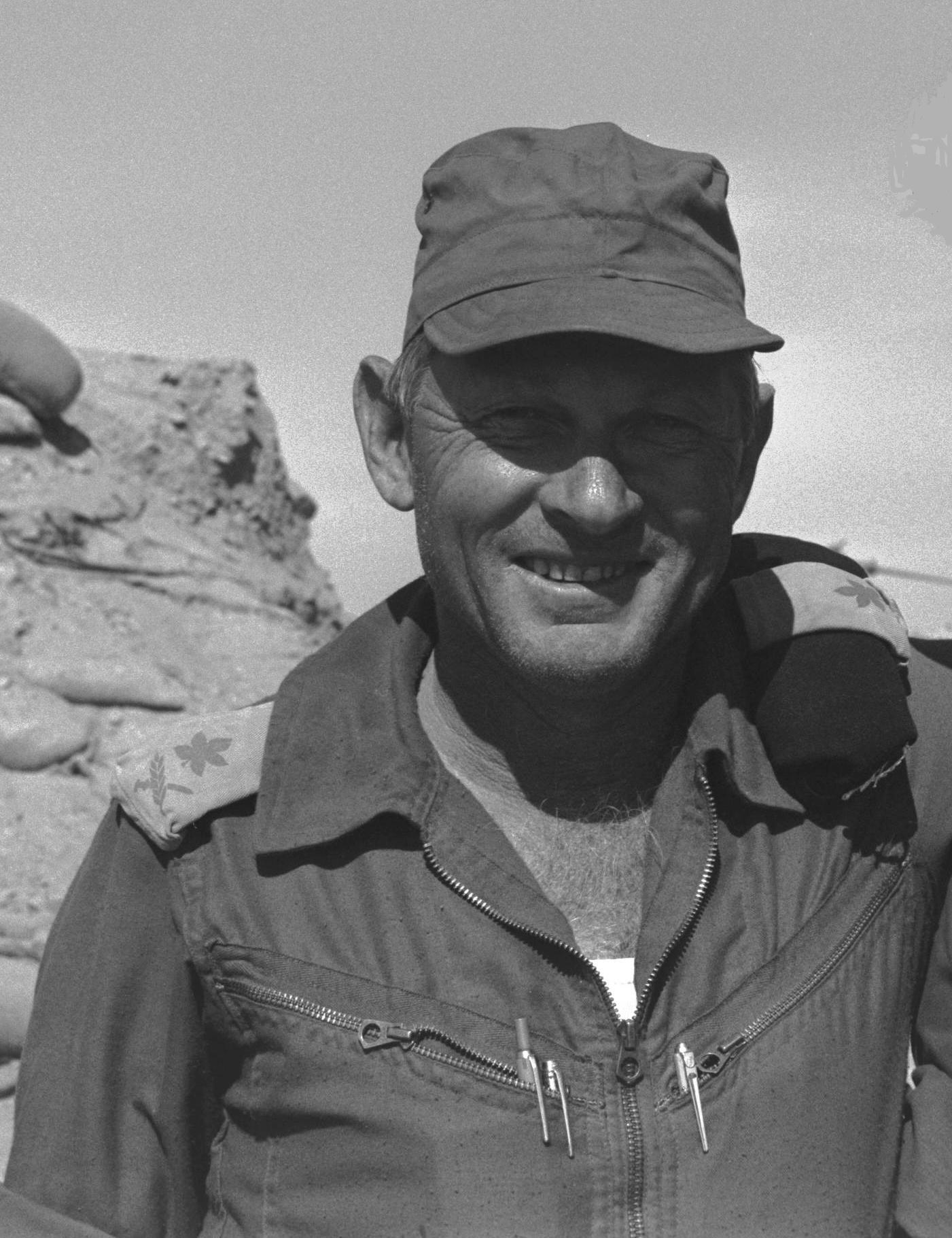
第162予備役機甲師団長アブラハム・アダン少将。

- 第162師団 (אוגדה 162/Ugda 162) - アブラハム（ブレン）・アダン少将[注 8]

副師団長 - ドブ（ドビク）・タマリ准将
第217予備役機甲旅団 (217 חטיבה/Hativa 217) - ナタン（ナトケ）・ニル大佐（センチュリオン『ショット・カル』装備）
第113戦車大隊 - アサフ・ヤグリ中佐
第126戦車大隊 - ギオラ・コッペル中佐
第142戦車大隊 - ナタン・ハイラム中佐
第247予備役空挺旅団M中隊（配属） - ベン＝シオン（バルカル）・ウィンナー少佐
第500予備役機甲旅団「クフィル」 ("חטיבה 500 "כפיר/Hativa 500 "Kfir") - アリエ・カレン大佐（センチュリオン『ショット・カル』装備）
第429戦車大隊 - ダン・サピール中佐
第430戦車大隊 - エリヤシブ・シムシ中佐
第433戦車大隊 - ナハム・ザケン中佐
第35空挺旅団「ツァンハニム」 ("חטיבה 35 "צנחנים/Hativa 35 "Tzanhanim") - ウジ・ヤイリ大佐
（第101空挺大隊 - アムノン・リプキン＝シャハク中佐）（ゴラン高原に派遣）
第202空挺大隊 - ドロン・ロビン中佐
第890空挺大隊 - イツハク・モルデハイ中佐
（第460機甲旅団）
（第247機甲旅団）
（第274機甲旅団）
第215砲兵旅団 - ハイム・グラニット大佐
第435砲兵大隊（M50・155mm自走砲装備）
第839砲兵大隊（M50・155mm自走砲装備）
第341砲兵大隊（装備不明）
第857砲兵大隊（160mm自走迫撃砲装備）
第340砲兵大隊（120mm自走迫撃砲装備）
第486砲兵大隊（120mm自走迫撃砲装備）

#### 第146師団
- 第146師団 (אוגדה 146/Ugda 146) カルマン・マゲン（ヘブライ語版）准将[注 24]

第275歩兵旅団 (275 חטיבה/Hativa 275) - ピンカス（アルーシュ）・ノイ大佐
第9戦車大隊 - ヨム＝トフ・タミール中佐
第68歩兵大隊 - アミール・ルーベニ中佐
第11機械化歩兵旅団 (11 חטיבה/Hativa 11) - アハロン（フェダレ）・ペレト大佐
第204機械化歩兵旅団 (204 חטיבה/Hativa 204) - ツビ・ラミ大佐（センチュリオン『ショット・カル』装備）
第274機甲旅団 (274 חטיבה/Hativa 274) - ヨエル・ゴネン大佐（ゴネン少将の弟）
第25戦車大隊（Tiran-4/5装備）
第227戦車大隊（Tiran-4/5装備）
第228戦車大隊（Tiran-4/5装備）
第225戦車大隊（Tiran-4/5装備）
第88戦車大隊（Tiran-4/5装備）

#### 第440師団

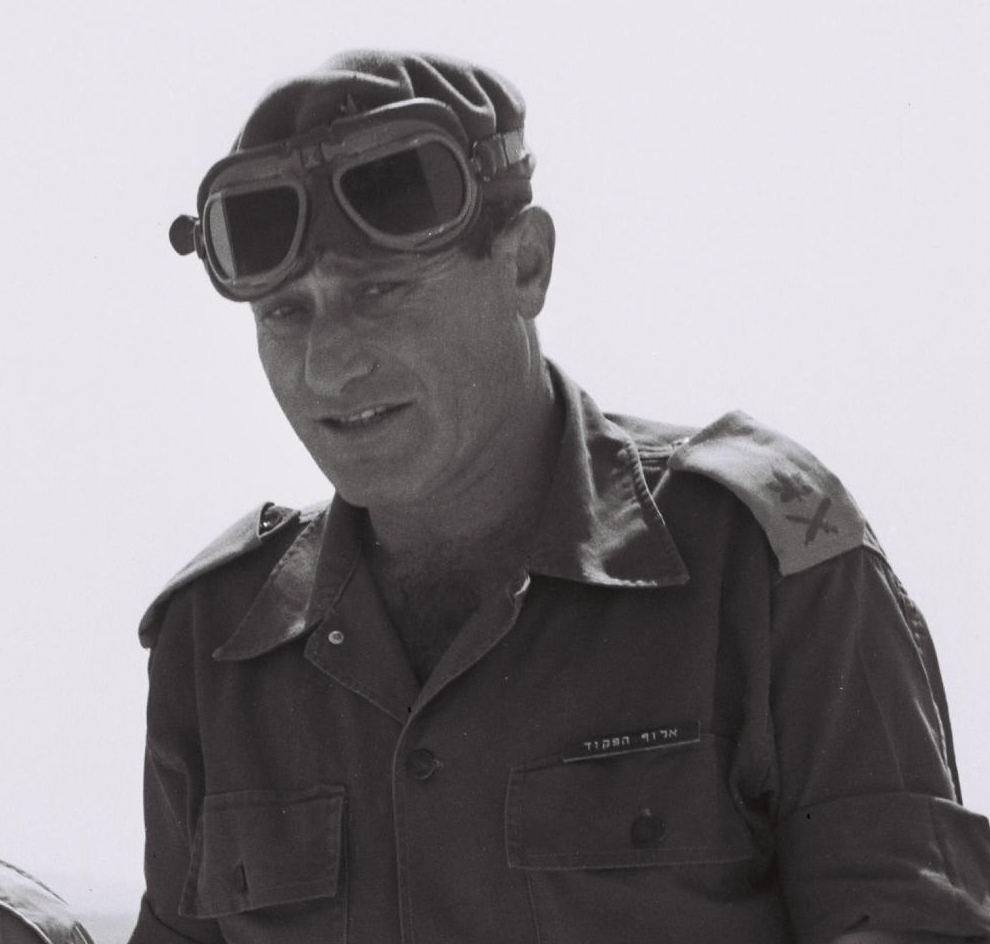
南シナイ方面軍司令官イェシャヤフ・ガビッシュ少将（第三次中東戦争時撮影）。

- 第440師団（ヘブライ語版） (אוגדה 440/Ugda 440) - イスラエル・グラニット（ヘブライ語版）大佐[注 27]

（第274機甲旅団）
第225戦車大隊（Tiran-4/5装備）
第88戦車大隊（Tiran-4/5装備）
第889予備役機甲旅団 (889 חטיבה/Hativa 889) - ヨセフ・ユードヴィッチ大佐
第453戦車大隊（Tiran-5装備）
第574戦車大隊（Tiran-5装備）
旅団偵察隊（OT-62 TOPAS装備）

### 南シナイ（シュロモ）方面軍（ヘブライ語版）
シュロモ方面軍「ラシャール」（10月9日創設） - イェシャヤフ・ガビッシュ少将
第99予備役歩兵旅団 - ツビア・シャピラ大佐

## エジプト
最高司令官 - アンワル・サダト大統領
国防相 - アフマド・イスマイル・アリ上級大将
参謀総長 - サード・エル・シャズリ中将
作戦部長 - モハメド・アブドゥル・ガーニ・ガマシィ少将
海軍司令官 - フアド・ゼクリ海軍少将
空軍司令官 - ホスニ・ムバラク少将
防空軍司令官 - モハメド・アリ・ファハミ少将

### 司令部付予備部隊
- 第3機械化歩兵師団 (فرقة المشاة الآلية 3/Firqat Almushat Alaliat 3) - モハメド・ファラファト・ナガティ（アラビア語版）准将

第10機械化歩兵旅団
第114機械化歩兵旅団
第23戦車旅団
第39砲兵旅団
第27親衛戦車旅団 (لواء مدرع حرس جمهوري 27/Liwa' Madrae Haras Jmhwry 27)
ナセル親衛独立機甲旅団
第35独立戦車旅団
第128コマンドー旅団
第130コマンドー旅団
第131コマンドー旅団
第132コマンドー旅団
第134コマンドー旅団
第140空挺旅団
第150空中機動旅団
第160空中機動旅団
第63砲兵旅団
第64砲兵旅団（FROG7装備）

### 第2野戦軍
第2野戦軍 (الجيش الثاني الميداني/Jaysh Alththani Almaydani)
サード・マムーン少将（15日よりアブドゥル・ムネイム・カリル少将）
参謀長 - タイシール・アッカド少将
- ポートファド管区守備隊  - オマール・カリド少将

第30独立歩兵旅団 (لواء مشاة مستقل 30/LiWa' Mushat Mustaqill 30) - モハメド・サラーフ・エルディン准将
第135独立歩兵旅団 (لواء مشاة مستقل 135/LiWa' Mushat Mustaqill 135) - ムスタファ・エルアバシィ大佐
- 第18歩兵師団 (فرقة المشاة 18/Firqat Almushat 18) - ファド・アジズ・ガリ（アラビア語版）准将

第90歩兵旅団 - ザラフ・ハデイル大佐
第134歩兵旅団
第136機械化歩兵旅団
（砲兵旅団（ナンバー不明））
第15独立戦車旅団  (لواء مدرع مستقل 15/Liwa' Madrae Mustaqill 15) （配属）
- 第2歩兵師団 (فرقة المشاة 2/Firqat Almushat 2) - ハッサン・アブ・シーダ（アラビア語版）准将

第4歩兵旅団 - モハメド・ハッサン・アブ・マサリ大佐
第120歩兵旅団
第117機械化歩兵旅団
（第59砲兵旅団）
第24戦車旅団（第23機械化歩兵師団より配属）
- 第16歩兵師団 (فرقة المشاة 16/Firqat Almushat 16) - アブドゥル・ハフェズ・ラブ・ナビ（アラビア語版）准将

第16歩兵旅団
第112歩兵旅団
第3機械化歩兵旅団 - サフィク・メトリ・サデク大佐（10月9日戦死）
（第41砲兵旅団）
第14戦車旅団（第21戦車師団より配属）
- 第21戦車師団 (فرقة المدرعة 21/Firqat Almudraeat 21) - イブラヒム・エル＝オラビイ（英語版）准将

第1戦車旅団 - モハメド・タフィク・アブ・サデー大佐
（第14戦車旅団）（第16歩兵師団へ配属）
第18機械化歩兵旅団
（第51砲兵旅団）
- 第23機械化歩兵師団 (فرقة المشاة الآلية 23/Firqat Almushat Alaliat 23) - アフメド・アブド・エル＝ゾモル（アラビア語版）准将（10月19日戦死）

第116機械化歩兵旅団
第118機械化歩兵旅団
（第24戦車旅団）（第2歩兵師団へ配属）
（第67砲兵旅団）
第182空挺旅団 - イスマイル・アズミイ大佐
第129コマンドー旅団（サーカ部隊） - モフ・アブド・エル・ヘイカル大佐
- 第2軍砲兵 - モハメド・アブドゥル・ハリム・アブ＝ガザラ准将

第47砲兵旅団
第57砲兵旅団
第62迫撃砲旅団
+各師団の5個砲兵旅団
第9工兵旅団 - ガメル・タルマイ大佐

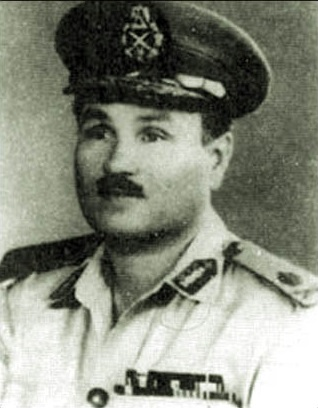
第2軍司令官サード・マムーン少将
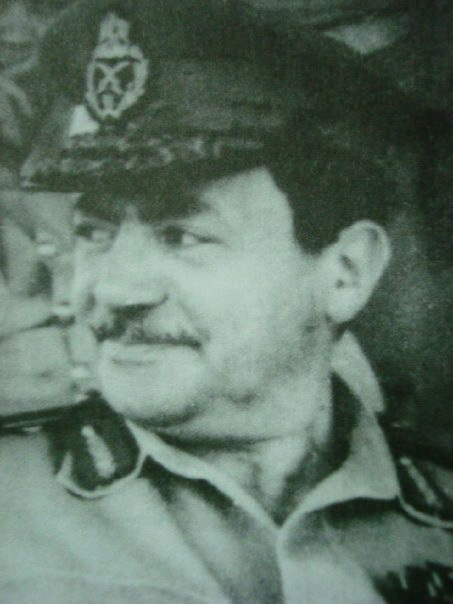
15日からの第2軍司令官アブドゥル・ムネイム・カリル少将
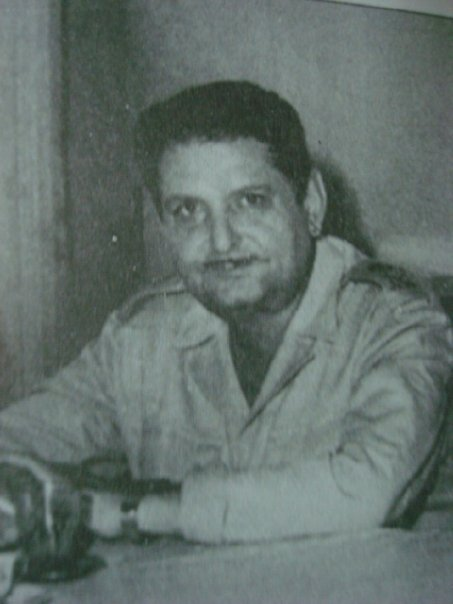
第2軍参謀長タイシール・アッカド少将
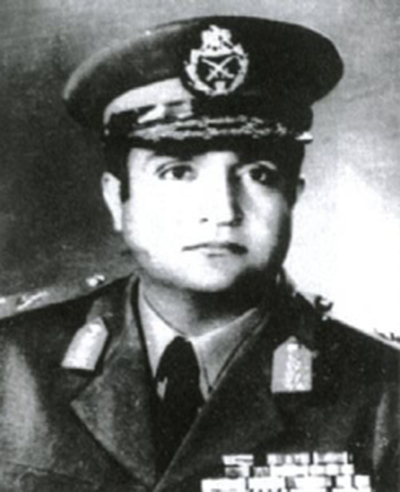
第2歩兵師団長ハッサン・アブ・シーダ准将
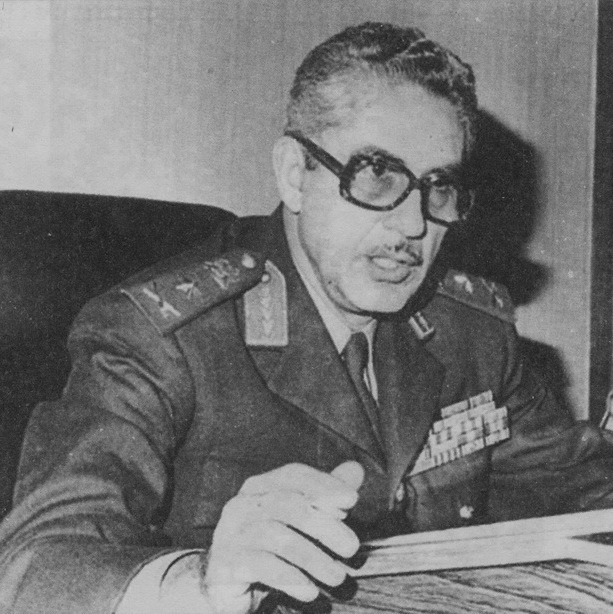
第16歩兵師団長アブドゥル・ハフェズ・ラブ・ナビ准将
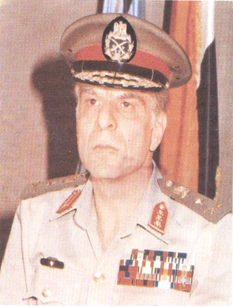
第21戦車師団長イブラヒム・エル＝オラビイ准将

### 第3野戦軍
第3野戦軍 (الجيش الثالث الميداني/Jaysh Alththalith Almaydani)
アブドゥル・ムネイム・ワッセル少将
参謀長 - ムスタファ・シャヒーン少将
作戦参謀 - モハメド・ナビ少将
- 第7歩兵師団 (فرقة المشاة 7/Firqat Almushat 7) - アフマド・バタウィ（英語版）准将

第11歩兵旅団
第12歩兵旅団
第8機械化歩兵旅団 - フアド・サラー・アーキル大佐
（第49砲兵旅団）
第25独立戦車旅団（配属） - アフメド・バダウィ・ハサン大佐（T-62を装備）
- 第19歩兵師団 (فرقة المشاة 19/Firqat Almushat 19) - ユースフ・アフィフィ（アラビア語版）准将

第5歩兵旅団
第7歩兵旅団 - ファウジ・ムハッソン大佐
第2機械化歩兵旅団 - メフメト・カリム大佐
（第69砲兵旅団）
第3戦車旅団（第4戦車師団より配属）
- 第4戦車師団 (فرقة المدرعة 4/Firqat Almudraeat 4) - モハメド・アジズ・カビール（アラビア語版）准将

第2戦車旅団 - アンワル・カイリ大佐
（第3戦車旅団 - ヌル・アル＝ディン・アブドゥル・アジズ大佐（10月14日戦死））（第19歩兵師団へ配属）
第6戦車旅団
第6機械化歩兵旅団 - モハメド・マハディ大佐
（第4砲兵旅団）
- 第6機械化歩兵師団 (فرقة المشاة الآلية 6/Firqat Almushat Alaliat 6) - モハメド・アブドゥル・ファタ・モハラム（アラビア語版）准将

第1機械化歩兵旅団 - サラーフ・ゼキ大佐
第113機械化歩兵旅団
第22戦車旅団
（第43砲兵旅団）
第130独立海兵旅団 - モハメド・シャイブ・シャリマン准将（PT-76とBTR-60を装備）
第127コマンドー旅団 - ラメズ・エルガンディ大佐
- 第3軍砲兵 - モネム・シャス（アラビア語版）准将

第53砲兵旅団
第55砲兵旅団
第60迫撃砲旅団
+各師団の計4個砲兵旅団
第109工兵旅団 - ファド・モハメド・サルタン准将

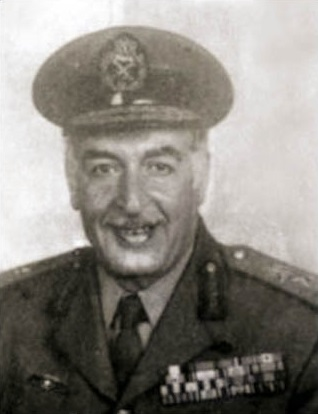
第3軍司令官アブドゥル・ムネイム・ワッセル少将
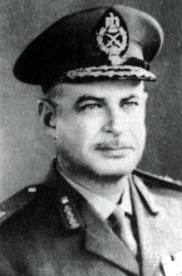
第3軍参謀長ムスタファ・シャヒーン少将
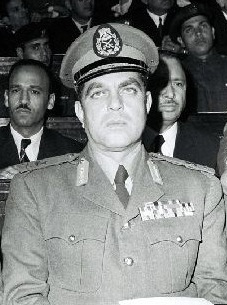
第7歩兵師団長アフマド・バタウィ准将
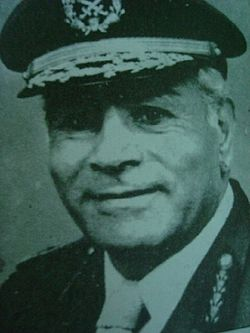
第4戦車師団長モハメド・アジズ・カビール准将

## シリア

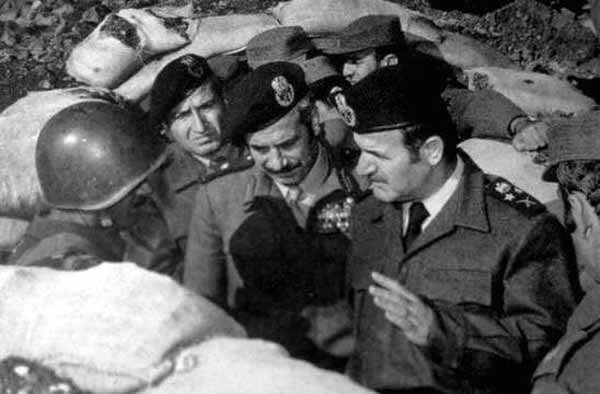
前線を視察するアサド大統領（左手を挙げている人物）とトラス国防相（アサドの横の人物）。

大統領 - ハフェズ・アル・アサド
国防相 - ムスタファ・トラス少将
参謀総長 - ユースフ・シャクール少将
作戦部長 - アブドゥル・ラツァック・シスル
作戦副部長 - アブドゥル・バシス（実際の攻撃計画責任者）
情報部長 - ジェラブル・ビター少将
特殊作戦部長 - アリ・アスラン准将（第5歩兵師団長と同一人物）
空軍司令官 - ナジ・ジャミル少将
諜報局長官 - ヒクマト・アル＝シハービー
諜報局副長官 - アリ・ドゥーバ

### 司令部直属部隊
最高司令部（シャクール指揮）の直接の指揮下にあった部隊を示す。
共和国親衛隊（アサド親衛戦車旅団） - リファド・アサド中佐（T-62装備）
第82空挺大隊  (كتيبة 82 مظليين/Katibat 82 Mizliayn)（ヘルモン山攻防戦に投入）
第1特殊作戦群 - アリ・ヘイダール（7個大隊）
砂漠親衛大隊
第1軽歩兵大隊（ドルーズ系） - オマ・アブシャラシュ中佐
第30歩兵旅団 (لواء 30 مشاة/Liwa' 30 Mushat)
第62歩兵旅団 (لواء 62 مشاة/Liwa' 62 Mushat)
第90歩兵旅団 (لواء 90 مشاة/Liwa' 90 Mushat)
第88戦車旅団 (لواء 88 المدرع/Liwa' 88 Almudarrae)
第141戦車旅団 (لواء 141 المدرع/Liwa' 141 Almudarrae)

### 主要部隊

第四次中東戦争勃発時の1973年10月6日における各師団の展開状況（ヘブライ語）。

ゴラン高原の攻撃に参加した主要5個師団を示す。第1、第3戦車師団はダマスカス周辺で予備部隊として待機していた。
- 第5歩兵師団（英語版） (فرقة 5 مشاة/Firqat 5 Mushat) - アリ・アスラン（英語版）准将（完全機械化）

第112歩兵旅団
第61歩兵旅団
第132機械化歩兵旅団
第50砲兵旅団
第46戦車旅団（配属）
第47戦車旅団（配属）
第7歩兵師団 (فرقة 7 مشاة/Firqat 7 Mushat) - オマル・アル＝アブラシュ准将（8割機械化）
第68歩兵旅団
第75歩兵旅団
第1機械化歩兵旅団
第70砲兵旅団
第78戦車旅団（配属）
- 第9歩兵師団 (فرقة 9 مشاة/Firqat 9 Mushat) - ハッサン・トルクマニ（英語版）大佐（5割機械化）

第52歩兵旅団
第53歩兵旅団
第43機械化歩兵旅団
第89砲兵旅団
第51戦車旅団（配属）
- 第1戦車師団（英語版） (فرقة المدرعة 1/Firqat Almudraeat 1) - トウフィク・ジェハニ大佐

第4戦車旅団
第91戦車旅団
第2機械化歩兵旅団
第64砲兵旅団
- 第3戦車師団  (فرقة المدرعة 3/Firqat Almudraeat 3) - ムスタファ・シャルバ大佐

第20戦車旅団
第65戦車旅団
第15機械化歩兵旅団
第13砲兵旅団

### 他国の派兵部隊
モロッコ機械化歩兵旅団 - サフライ准将
サウジアラビア第20機甲旅団（兵力約2,000人）
イラク第3戦車師団 - モハメッド・アミン少将（兵力1万6,000人、戦車定数310輌）
第6戦車旅団 - イマミ大佐（戦車130輌）
第12戦車旅団（戦車130輌）
第8機械化歩兵旅団 - モハメッド・ワハビ大佐（戦車50輌）
師団砲兵群
ヨルダン第40機甲旅団 (لواء 40 المدرع/Liwa' 40 Almudarrae) - ハレド・ハジャウリ・エル・マジャリ准将（兵力4,500人、センチュリオン戦車110輌、装甲偵察車20輌、105mm榴弾砲12門、兵員輸送車20輌）
戦車大隊×2
機械化歩兵大隊
工兵大隊
偵察中隊
砲兵大隊（配属）